# Station Krobia Miasto
Station Krobia Miasto is een spoorwegstation in de Poolse plaats Krobia.